# Acuerdo de Bunbury
El Acuerdo de Bunbury del 23 de diciembre de 1642 fue redactado por caballeros del condado de Cheshire, con el motivo de mantener al condado neutral durante la guerra civil inglesa. Sin embargo, este acuerdo resultó fútil dado la importancia estratégica del condado y de la ciudad (y centro administrativo del condado) de Chester.
Al principio de la primera guerra civil inglesa, después de un verano durante el cual había escaramuzas en Cheshire, Henry Mainwaring y el Sr. Marbury de Marbury Hall (por las fuerzas del Parlamento del Reino Unido) y Robert Needham Orlando Bridgeman, hijo del Obispo de Cheshire por los Monárquicos, acordaron reunirse el 23 de diciembre en Bunbury. Acordaron el final de todos actos bélicos dentro del condado de Cheshire, la liberación de todos los reclusos, la devolución a los propietarios de todos los bienes prestados durante el conflicto y la indemnización de todo lo perdido mediante impuestos para los dos bandos. 
Ordenaron la destrucción de fortalezas en Chester, Nantwich, Stockport, Knutsford y Northwich y que las dos fuerzas escoltarían unidas cualquier fuerza extranjera fuera del condado. No se permitiría el paso de ninguna otra fuerza. Los dos bandos acordaron que no levantarían fuerzas adicionales. Todo quedó pendiente de la decisión de los respectivas comandantes nacionales, a quienes recomendarían la paz.
No obstante, resultó imposible que el señorío local se pusiera de acuerdo con el fin de llegar a un pacto de neutralidad. Chester tuvo demasiada importancia estratégica para los dos bandos: se pudo mantener guarniciones y defenderlas fácilmente. Era el puerto principal con acceso a Irlanda y proporcionó acceso al norte de Gales, que apoyaba la monarquía y estaba cerca a la ruta occidental a Escocia.
Durante los primeros meses de la Guerra Civil, cuando la población acudió en gran número a Chester como refugio del desorden del Cheshire rural, los monárquicos lograron aumentar las defensas. Los oficiales del rey reunieron a varios hombres para defender la guarnición y el Ayuntamiento consiguió encontrar 300 "voluntarios". Los vigilantes armados vigilaban los puertos sin fin y todos los habitantes pagaron impuestos para pagar los sueldos de dichos vigilantes. Mantuvieron provisiones en el "Pentice", los veteranos y los "voluntarios" se reunieron.
Sir William Brereton y Dunham Massey, los dirigentes parlamentarios en Cheshire se fueron a Londres y no estuvieron de acuerdo con el Tratado. El 9 de enero de 1643, Brereton se convirtió en comisionado por el Parlamento para tomar el control de las fuerzas parlamentarias en Cheshire y Massey recibió órdenes de tomar el mando de la Milicia de Cheshire. Estas acciones finalmente rompieron el Acuerdo.
El 19 de enero el Rey anunció que había enviado a Sir Thomas Aston como Mayor-General a Cheshire y a Lancashire. Las órdenes de Aston fueron simplemente declaradas por el Príncipe Rupert que fue a tomar el mando de su regimiento a Shropshire, levantando fuerzas de cabellería e infantería allí y defendiendo Cheshire contra la fuerza parlamentaria que estaba llegando al condado desde Londres bajo el liderazgo de Sir William Brereton. También fue a hacerse con armas y munición para el Rey y "poner en ejecución las leyes y normas marciales entre los atacantes.....para la mejor prevención de los desórdenes, saqueos y atrocidades que frecuentemente son cometidas por los soldados." Le dijo que consiguiera esto y volviera al frente el 15 de marzo a menos que recibiera órdenes de lo contrario. Los comisionados de Cheshire también recibieron órdenes explícitas de que debían ayudar a Aston. El Rey les explicó que como los Parlamentarios habían rechazado el Acuerso de Bunbury y estaban enviando una fuerza a Cheshire, el envío a Aston y su regimiento de caballería para proteger al condado.
Después de algunas escaramuzas y maniobras por la posición, estas dos fuerzas opuestas lucharían en una batalla campal, la Primera Batalla de Middlewich, el 13 de marzo de 1643.